# Карловка (Саратовская область)
Карловка — село в Пугачёвском районе Саратовской области, в составе сельского поселения Рахмановское муниципальное образование.
Население - 442 (2010)

## История
Казённое село Карловка упоминается в Списке населённых мест Российской империи по сведениям за 1859 год. Село относилось к Николаевскому уезду Самарской губернии. В селе проживали 399 мужчин и 437 женщин, имелась православная церковь. Согласно Списку населённых мест Самарской губернии по сведениям за 1889 год село относилось к Любитской волости. В селе проживало 1554 жителя. Земельный надел составлял 6275 десятин удобной и 1795 десятин неудобной земли, имелись церковь и 9 ветряных мельниц. Согласно переписи 1897 года в селе проживало 1384 жителя, все православные
Согласно Списку населённых мест Самарской губернии 1910 года село населяли бывшие государственные крестьяне, русские, православные, 840 мужчин и 561 женщина, в селе имелись церковь, церковно-приходская школа, 5 ветряных мельниц.
С 1935 по 1960 год село относилось к Клинцовскому району Саратовской области. В составе Пугачёвского района - с 1960 года.

## Физико-географическая характеристика
Село находится в Заволжье, на левом берегу реки Большая Чалыкла (чуть ниже устья реки Малая Чалыкла). Высота центра населённого пункта - 32 метра над уровнем моря. Рельеф местности равнинный. Почвы: в долине Большой Чалыклы - солонцы луговатые (полугидроморфные) и лугово-каштановые.
Село расположено в юго-восточной части Пугачёвского района в 54 км по прямой от районного центра города Пугачёв. У села проходит автодорога Рахмановка - Новая Порубёжка. По автомобильным дорогам расстояние до районного центра составляет 70 км, до областного центра города Саратов - 300 км, до Самары - 250 км.
Часовой пояс
Карловка, как и вся Саратовская область, находится в часовой зоне МСК+1. Смещение применяемого времени относительно UTC составляет +4:00.

## Население
Динамика численности населения по годам:
| Годы      | 1859 | 1889 | 1897 | 1910 | 2002 |
| --------- | ---- | ---- | ---- | ---- | ---- |
| Население | 836  | 1554 | 1384 | 1301 | 482  |

| 2002 | 2010 |
| ---- | ---- |
| 482  | ↘442 |

Национальный состав
Согласно результатам переписи 2002 года русские составляли 73 % населения села.